# Shortbus

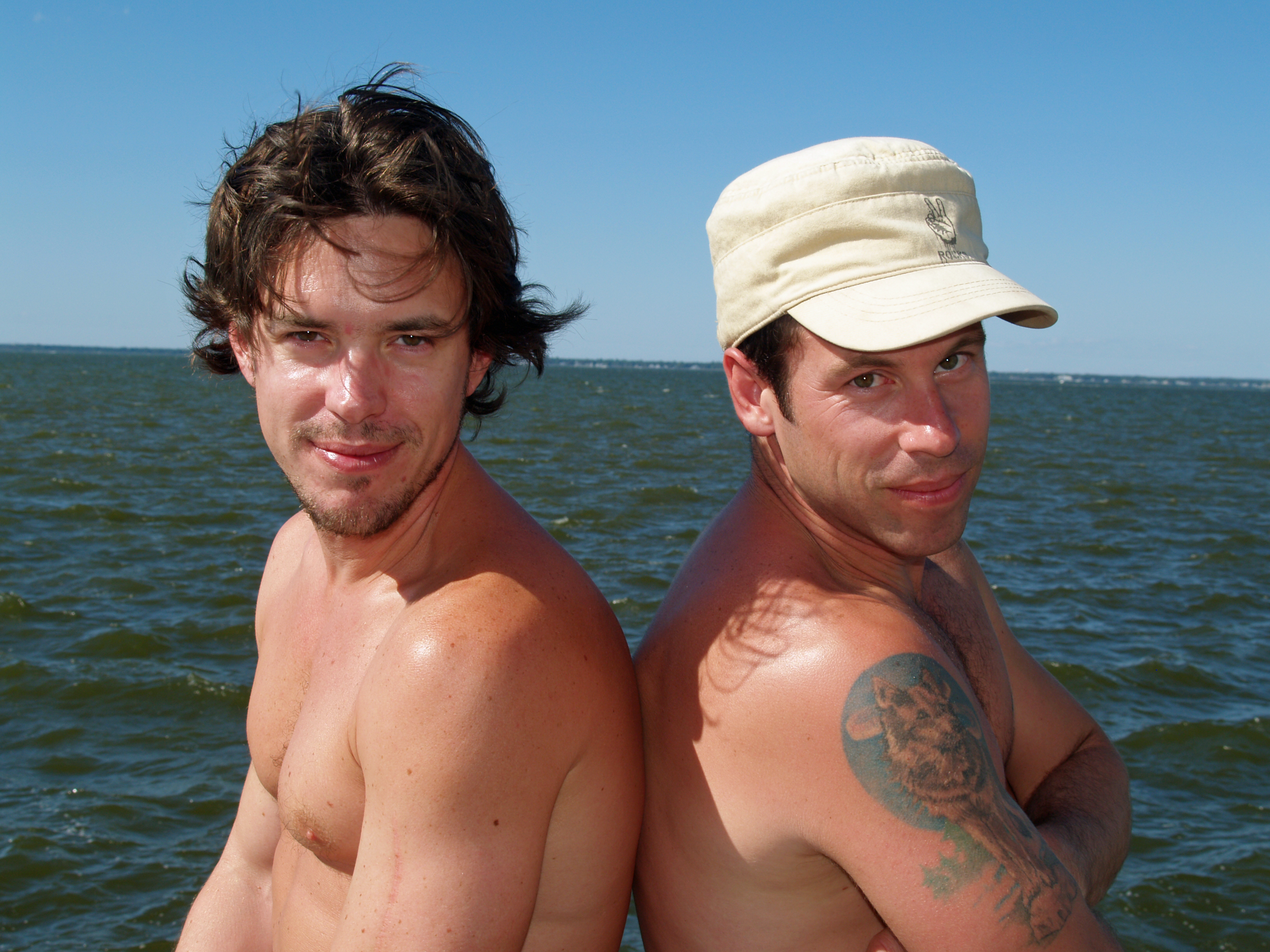
Członkowie obsady – Paul Dawson i PJ DeBoy.

Shortbus – film fabularny produkcji amerykańskiej z 2006 roku, w reżyserii Johna Camerona Mitchella, który napisał także scenariusz do filmu.
Do stworzenia filmu reżysera skłoniły nowojorskie zgromadzenia socjalne, artystyczne i seksualne. Tworzenie scenariusza oraz zawartych w nim postaci zajęło blisko dwa i pół roku; skrypt do filmu tworzono dopiero po skompletowaniu pełnej obsady, wspólnie z jej członkami podczas improwizacyjnych warsztatów.
Shortbus, pomimo napiętnowania go jako filmu pornograficznego, spotkał się z pozytywnym przyjęciem krytyki i uzyskał wiele prestiżowych laurów, w tym sześć nagród filmowych w latach 2006–2007.

## Fabuła projektu
Bohaterami filmu jest grupa mieszkańców Nowego Jorku, których losy krzyżują się w ekskluzywnym klubie o tytułowej nazwie. Sophia jest terapeutką seksualną, która nigdy dotąd nie przeżyła orgazmu ze swoim jedynym życiowym partnerem i mężem Robem. Zawiera przyjaźń z dominatrix o imieniu Severin. Z kolei były dziecięcy gwiazdor Jamie i była męska prostytutka James to młoda homoseksualna para, która decyduje się na rozszerzenie swojej relacji na inne osoby. Członkiem miłosnego trójkąta zostaje Ceth, eks-model i ambitny piosenkarz. Intymnej egzystencji Jamiego i Jamesa z oddali z uwielbieniem przygląda się młody voyeurysta Caleb, który odczuwa jednak pewien niepokój, gdy w ich życiu pojawia się Ceth, toteż z tego powodu zaczyna odwiedzać tytułowy lokal i ingerować w życie pary.

## Obsada
| Postać                                  | Aktor           |
| --------------------------------------- | --------------- |
| Sophia                                  | Sook-Yin Lee    |
| James                                   | Paul Dawson     |
| Severin                                 | Lindsay Beamish |
| Jamie                                   | PJ DeBoy        |
| Caleb                                   | Peter Stickles  |
| Ceth                                    | Jay Brannan     |
| Rob                                     | Raphael Baker   |
| Tobias                                  | Alan Mandell    |
| Anna                                    | Mary Beth Peil  |
| ona sama; właścicielka klubu "Shortbus" | Justin Bond     |

## Wydanie w Polsce
Film Shortbus był wyświetlany w Polsce w ramach specjalnych projekcji, które odbyły się we wrześniu 2010 roku. Jednorazowe pokazy inaugurowały działalność pierwszego dystrybutora kina gejowskiego i lesbijskiego w Polsce − Tongariro Releasing. Od 20 września 2010 film jest dostępny na dyskach DVD.

## Nagrody i nominacje
2006
- Nagroda Golden Eye podczas Zurich Film Festival w kategorii najlepszy nowy film fabularny dla Johna Camerona Mitchella
- Nominacja do Międzynarodowej nagrody jurorów podczas São Paulo International Film Festival dla Johna Camerona Mitchella
- Nagroda Gotham podczas Gotham Awards dla Najlepszego zespołu aktorskiego, tj. Sook-Yin Leem Paula Dawsona, Lindsay Beamish, PJ DeBoya, Raphaela Barkera, Petera Stickles, Jaya Brannana i Justina Bonda
- Nagroda w kategorii najlepsza scenografia dla Jody Asnes podczas Gijón International Film Festival
- Nagroda w kategorii najlepszy scenariusz – film dla Johna Camerona Mitchella podczas Gijón International Film Festival
- Nominacja do nagrody Grand Prix Asturias w kategorii najlepsza fabuła dla Johna Camerona Mitchella podczas Gijón International Film Festival
- Nagroda audiencji podczas Athens International Film Festival w kategorii film dramatyczny dla Johna Camerona Mitchella

2007
- Nominacja do nagrody Chlotrudis podczas Chlotrudis Awards w kategorii najlepszy film
- Nominacja do nagrody GLAAD podczas GLAAD Media Awards w kategorii wybitny film – wydanie rozszerzone
- Nagroda Glitter podczas Glitter Awards w kategorii najlepszy aktor dla Paula Dawsona
- Nagroda Producers Award podczas Independent Spirit Awards dla Howarda Gertlera i Tima Perella (także za film Pizza)